# Episodi di Danni Lowinski (serie televisiva 2010) (quinta stagione)
La quinta stagione della serie televisiva Danni Lowinski è stata trasmessa in anteprima in Germania da Sat.1 tra il 21 luglio 2014 e il 15 settembre 2014.
| nº | Titolo originale      | Titolo italiano | Prima TV Germania | Prima TV Italia |
| -- | --------------------- | --------------- | ----------------- | --------------- |
| 1  | Mutterfreuden         | inedito         | 21 luglio 2014    | inedito         |
| 2  | Berührungsängste      | inedito         | 28 luglio 2014    | inedito         |
| 3  | Grün ist die Hoffnung | inedito         | 4 agosto 2014     | inedito         |
| 4  | Dannileaks            | inedito         | 11 agosto 2014    | inedito         |
| 5  | Im Namen des Herren   | inedito         | 18 agosto 2014    | inedito         |
| 6  | Zwangspension         | inedito         | 25 agosto 2014    | inedito         |
| 7  | Verrat                | inedito         | 25 agosto 2014    | inedito         |
| 8  | Alles futsch          | inedito         | 1º settembre 2014 | inedito         |
| 9  | Sie ist wieder da     | inedito         | 1º settembre 2014 | inedito         |
| 10 | Familie Lowinski      | inedito         | 8 settembre 2014  | inedito         |
| 11 | Solidarität           | inedito         | 8 settembre 2014  | inedito         |
| 12 | Am Arsch              | inedito         | 15 settembre 2014 | inedito         |
| 13 | Wünsche werden wahr   | inedito         | 15 settembre 2014 | inedito         |